# Гарро, Рене
Жан Рене Гарро (20 ноября 1849, Сен-Базель (Лот и Гаронна) — 11 ноября 1930, Лион) — французский юрист, криминалист и преподаватель.

## Биография
В 1867 году получил степень бакалавра языкознания в Клермон-Ферране и тогда же поступил в Парижский университет изучать право. Окончил университет в июле 1871 года, ненадолго прервав обучение, так как в 1870 году служил в легионе гарибальдийцев в Италии. В 1873 году защитил докторскую диссертацию, в 1873—1874 годах был адвокатом в Париже. В том же году начал преподавать административное право в Дуэ, затем был переведён в Бордо, где проработал три месяца; в ноябре 1875 года был назначен профессором кафедры уголовного права в Лионе, на которой работал в течение сорока шести лет и которую затем возглавил. Одновременно с 1876 года имел в Лионе адвокатскую практику, которую сумел значительно расширить с 1880 года. По политическим взглядам был консерватором и в конце XIX века пытался сделать политическую карьеру, но безуспешно.
В 1885 году стал одним из основателей так называемого «Архива криминальной антропологии», неоднократно участвовал во всевозможных международных криминологических конгрессах. По характеру своих научных воззрений примыкал к той группе криминалистов-реформаторов реалистического направления, наиболее видные представители которой — Энрико Ферри в Италии, Франц фон Лист в Германии, Габриель Тард во Франции. Кроме элементарного руководства по уголовному праву «Précis de droit criminel», вышедшего 4 изданиями, Гарро издал обширный курс французского уголовного права «Traité théorique et pratique du droit pénal français», последний (4-й) том которого появился в 1891 году. Другие работы: «La relégation et l’interdiction de séjour, explicaton de la loi du 27 mai 1885», «Des attentats à la pudeur et des viols sur les enfants», «Le problème moderne de la pénalité» и др.